# Willem Maurits Bruyninck
Willem Maurits Bruyninck est le 31e gouverneur du Ceylan néerlandais.